# Pustynia (województwo podkarpackie)
Pustynia – wieś w Polsce położona w województwie podkarpackim, w powiecie dębickim, w gminie Dębica.
W latach 1975–1998 miejscowość administracyjnie należała do województwa tarnowskiego.

## Historia
W Pustyni według Jana Długosza znajdował się drewniany kościółek pod wezwaniem św. Biskupa Stanisława. W jego czasach był to ważny ośrodek pielgrzymkowy, przyciągający na obydwa święta ku jego czci rzesze pątników. Sanktuarium funkcjonowało jeszcze na początku XVII stulecia.
W okresie powojennym na murze szkoły podstawowej umieszczono tablicę pamiątkową poświęconą Józefowi Olechowskiemu, w okresie międzywojennym działaczowi KPP, w okresie okupacji współorganizatorowi jednej z pierwszych lewicowych organizacji konspiracyjnych „Polska Ludowa”, aresztowanemu w 1941 roku i zamordowanemu w obozie zagłady Dachau 15 kwietnia 1942 roku.

## Ważniejsze miejsca
- Kościół parafialny pw. św. Stanisława BM
- Zespół szkół w Pustyni (szkoła podstawowa)
- Publiczne i niepubliczne przedszkole w Pustyni